# Tethering

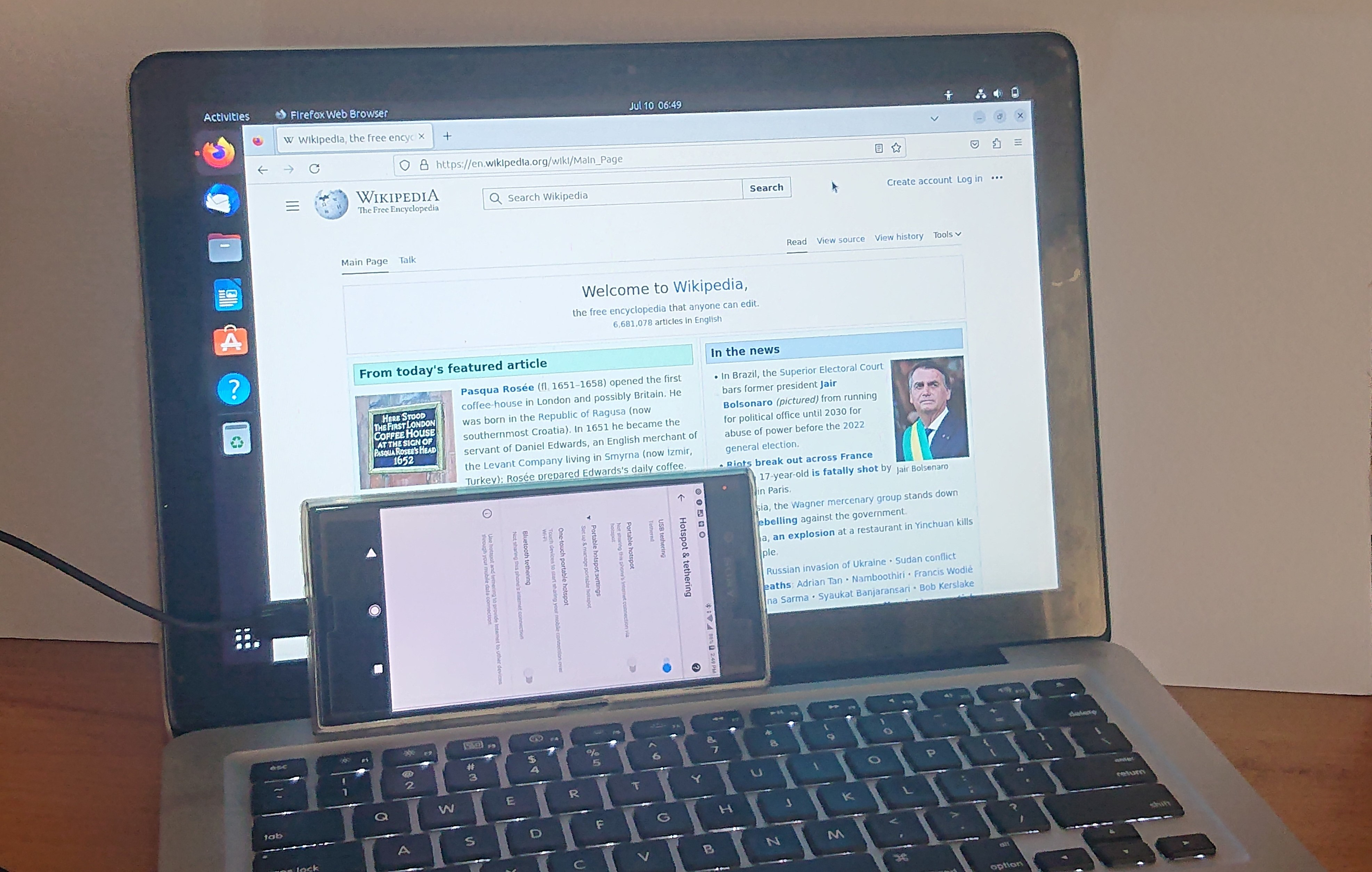
Exemplo de tethering

Tethering é um termo em inglês que corresponde à prática de utilizar-se de um dispositivo móvel, como um celular, que atua como uma ponte para oferecer acesso de rede a outros equipamentos, remotamente.

## Suporte ao sistema operacional do dispositivo móvel
Muitos dispositivos móveis são equipados com software para oferecer acesso à Internet conectado. O Windows Mobile 6.5, o Windows Phone 7, o Android (a partir da versão 2.2) e o iOS 3.0 (ou posterior) oferecem compartilhamento de rede através de um PAN Bluetooth ou de uma conexão USB. O Tethering via Wi-Fi, também conhecido como Personal Hotspot, está disponível no iOS a partir do iOS 4.2.5 (ou posterior) no iPhone 4, 4S (2010), 5, iPad (3ª geração), determinados dispositivos Windows Mobile 6.5 como o Dispositivos HTC HD2, Windows Phone 7, 8 e 8.1 (varia de acordo com o fabricante e modelo) e certos telefones Android (varia muito dependendo da operadora, fabricante e versão do software).
Para redes IPv4, o tethering normalmente funciona via NAT na conexão de dados existente do telefone, de modo que, do ponto de vista da rede, há apenas um dispositivo com um único endereço de rede IPv4, embora seja tecnicamente possível tentar identificar várias máquinas.
Em algumas operadoras de rede móvel, esse recurso está indisponível contratualmente por padrão e só pode ser ativado pagando para adicionar um pacote de tethering a um plano de dados ou escolhendo um plano de dados que inclua tethering, como o MVNO do Lycamobile. Isso é feito principalmente porque, com um computador compartilhando a conexão de rede, pode haver um aumento substancial no uso de dados móveis do cliente, para o qual a rede pode não ter orçado suas estruturas de projeto e preço de rede.
Alguns dispositivos fornecidos pela rede possuem um software específico da operadora que pode negar a capacidade de vinculação inerente normalmente disponível no dispositivo ou apenas habilitá-lo se o assinante pagar uma taxa adicional. Algumas operadoras pediram ao Google ou a qualquer fabricante de dispositivos móveis usando o Android para remover completamente o suporte ao tethering do sistema operacional em determinados dispositivos. Os aparelhos adquiridos sem o SIM, sem um subsídio de provedor de rede, muitas vezes são desimpedidos com relação ao tethering.
Existem, no entanto, várias maneiras de ativar o compartilhamento em dispositivos restritos sem pagar a operadora por ele, incluindo aplicativos de terceiros como o PDAnet, fazendo o root de dispositivos Android ou jailbreak de dispositivos iOS e instalando um aplicativo de tethering no dispositivo. O Tethering também está disponível como um aplicativo de terceiros para download na maioria dos telefones celulares Symbian, bem como na plataforma MeeGo e em telefones celulares WebOS. 
(Os parágrafos acima debaixo do subtítulo "Suporte ao sistema operacional do dispositivo móvel" são uma tradução computadorizada da página sobre Tethering na Wikipédia em inglês).